# Messe no 2 de Bruckner
La Messe no 2 en mi mineur, WAB 27, d'Anton Bruckner est une messe pour chœur mixte à huit voix et instruments à vent.

## Historique
L'évêque de Linz, Franz-Josef Rudigier, qui avait précédemment commandé à Bruckner une cantate festive en 1862 pour célébrer la pose de la première pierre de la nouvelle cathédrale, le Mariä-Empfängnis-Dom, lui demanda en 1866 de composer une messe pour célébrer l'achèvement de la construction de sa Chapelle votive. En raison du retard dans l'achèvement de la construction, la célébration de la dédicace n'eut finalement lieu que trois ans plus tard, le 29 septembre 1869 sur la Neuer Domplatz. Y participèrent la Liedertafel Frohsinn, les Sängerbund et Musikverein de Linz, et l'harmonie du régiment d'infanterie impérial Ernst Ludwig, Großherzog von Hessen und bei Rhein Nr. 14. Le manuscrit et la partition dédicacée sont archivés à l'épiscopat de Linz.
Bruckner soumit l'œuvre à une profonde révision en 1869, 1876 et 1882. La deuxième version de 1882 a été exécutée le 4 octobre 1885, à l'ancienne cathédrale de Linz par la Liedertafel Frohsinn, les Sängerbund et Musikverein de Linz sous la baguette d'Adalbert Schreyer.

## Versions et éditions
- Version 1 de 1866, éditée par Nowak en 1977
- Version 2 de 1882
  - Première édition (Doblinger, 1896), révisée par Franz Schalk
  - Édition Haas (1940, 1949)
  - Édition Nowak (1959)

La deuxième version est légèrement – 26 mesures – plus longue (753 au lieu de 727 mesures). Les différences entre les deux versions concernent tant le phrasé que l'accompagnement, surtout au cours du Credo et du Benedictus. Comme pour les symphonies, la première version constitue le matériau brut et apparaït moins polissée que la version ultérieure, principalement au cours des transitions orchestrales. Les quelque 150 différences entre les deux versions sont décrites en détail à la fin de la partition de la version 1882.

## Composition

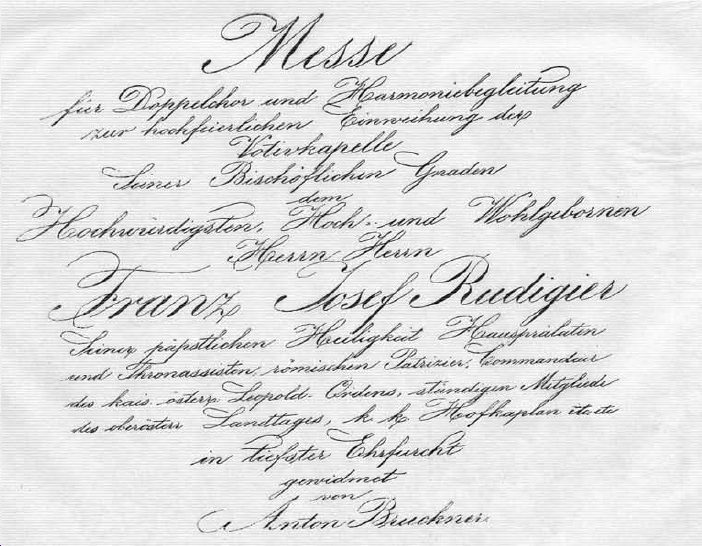
Page de garde du manuscrit.

L'œuvre est conçue pour chœur mixte à huit voix et instruments à vent (2 hautbois, 2 clarinettes, 2 bassons, 4 cors, 2 trompettes et 3 trombones)
L'œuvre est basée fortement sur la tradition de l'ancienne musique d'église, et particulièrement sur le style du chant grégorien. Le Kyrie est presque entièrement composé d'un chant à huit voix a cappella. Le Gloria se termine par une fugue, comme dans les autres messes de Bruckner. Dans le Sanctus, Bruckner utilise un thème de la Missa Brevis de Palestrina.
Selon la pratique catholique – comme aussi dans les précédentes Messe für den Gründonnerstag, Missa solemnis et Messe no 1 – l'introduction du Gloria et du Credo n'est pas composée et doit être entonnée par le prêtre en mode grégorien avant la poursuite de l'exécution par le chœur.
La composition est en six parties :
1. Kyrie – Ruhig, Sostenuto, mi mineur
2. Gloria – Allegro, ut majeur
3. Credo – Allegro, ut majeur
4. Sanctus – Andante, sol majeur
5. Benedictus – Moderato, ut majeur
6. Agnus Dei – Andante, mi mineur, terminant en mi majeur

Durée totale : environ 40 minutes

Bruckner avait été précédemment critiqué pour avoir "simplement écrit des symphonies avec un texte liturgique", et bien que les Céciliéns n'étaient pas tout à fait d'accord avec l'inclusion d'instruments à vent, Franz Xaver Witt l'avait aimée, la rationalisation de l'utilisation des instruments à vent étant sans aucun doute nécessaire au vu des circonstances d'exécution en plein air pour laquelle Bruckner avait composé l'œuvre."
Die e-Moll-Messe … stellt in der gesamten Kirchenmusik des 19. und auch des 20. Jahrhunderts eine einmalige Erscheinung dar. … Während Bischof Rudigier den Grundstein zu einem Dom legte, begann Bruckner ebenfalls einen Dom zu errichten, einen musikalischen Dom.
Traduction : La Messe en mi mineur … est une composition sans parallèle dans la musique d'église des 19e et 20e siècles. … Tandis que l'évêque Rudigier posait la première pierre d'une cathédrale, Bruckner commençait aussi à construire une cathédrale, une cathédrale musicale.
Note
Les  mesures 53-61 de la coda du Christus factus est, WAB 10 sont une citation de la coda du Kyrie.

## Discographie

### Version 1 (1866)
Il n'existe qu'un enregistrement par une école de musique :
- Hans Hausreither, chœur et ensemble instrumental de la BORG Wien 1[8], CD : édition de la BORG, 1996. Un enregistrement épuisé.

Hans-Christoph Rademann a interprété la version de 1866 de la messe avec le RIAS Kammerchor lors d'un concert à l'Église Saint-Laurent de Nuremberg le 23 juin 2013.  Rademann a interprétée la version de 1866 de la messe à nouveau le 13 août 2014 à l'Abbaye d'Eberbach lors de la Chornacht « Das Licht geben » au Rheingau Musik Festival. Un enregistrement de ces performances en concert est disponible dans les archives Bruckner : CD - Charter Oak COR-1904 et COR-3437.

### Version 2 (1882)
Environ 100 enregistrements de la Messe no 2 de Bruckner ont été édités. Le premier enregistrement a été réalisé par Hermann Odermatt avec le Gregorius-Chor et l'Orchester der Liebfrauenkirche, Zürich, en 1930 (78 tr/min Christschall 37-41).
Parmi les enregistrements de l'époque du microsillon, celui d'Eugen Jochum avec le Chœur et l'Orchestre Symphonique de la Radio Bavaroise sur le label Deutsche Grammophon a été regravé sur CD. L'enregistrement de Matthew Best avec les Corydon Singers a été acclamé par la critique.
D'autres excellents enregistrements sont, selon Hans Roelofs, entre autres ceux de Roger Norrington, Hellmut Wormsbächer, Philippe Herreweghe, Simon Halsey, Frieder Bernius, Ingemar Månsson, Helmuth Rilling, Marcus Creed, Winfried Toll et Otto Kargl.
Bernius insiste particulièrement sur la modernité de la partition : la Messe est ici entendue dans toute son audace. Le point culminant de la messe est le poignant « Dona nobis pacem » dans l’Agnus Dei.
Le mélomane, qui veut faire l’expérience de « l’environnement » de l’intérieur d’une église, fait l’expérience avec Kargl d’un enregistrement atmosphériquement dense, sombre, murmurant et sonore avec une acoustique d’église capturée de manière convaincante – un enregistrement capable de captiver l’auditeur.
- Eugen Jochum, chœur et membres du Sinfonieorchester des Bayerischen Rundfunks, LP : DG 2530 139, 1971 – CD : DG 423 127-2 (coffret de 4 CD)
- Roger Norrington, Chœur Schütz de Londres, ensemble à vents Philip Jones – CD : Londres/Decca 430365, 1973
- Hellmut Wormsbächer, Bergedorfer Kammerchor, membres de la Philharmonischen Staatsorchester de Hambourg, LP : Telefunken 6.41297, vers 1973 (avec la Deutsche Messe de Schubert), réédité sur CD par le chœur
- Matthew Best, Corydon Singers et ensemble à vent de l'Orchestre de Chambre d'Angleterre – CD : Hyperion CDA 66177, 1985
- Simon Halsey, CBSO ensemble à vent et Chœur, Mass in E minor (No. 2) / Motets – CD : Conifer CDCF 192, 1990
- Philippe Herreweghe, Collegium Vocale Gent et la Chapelle Royale de Paris, Ensemble musique oblique – CD : Harmonia Mundi HMC 901322, 1989
- Frieder Bernius, Kammerchor Stuttgart et la Deutsche Bläserphilharmonie – CD : Sony Classical SK 48037, 1991
- Ingemar Månsson, Hägersten Motet Choir, orchestre ad hoc, Poulenc, Bruckner – CD: Caprice CAP 21420, 1991
- Helmuth Rilling, Gächinger Kantorei et le Bach-Collegium Stuttgart, 1996 - CD : Hänssler 98.119 (avec le Te Deum et le Psaume 150)
- Marcus Creed, SWR Vokalensemble Stuttgart, Mitglieder des Radio-Sinfonieorchesters Stuttgart des SWR, Anton Bruckner – Mass in E minor - Motets - SACD Hänssler Classic : SACD 93.199, 2007
- Winfried Toll, Camerata Vocale de Fribourg, instruments à vent de L'arpa festante – CD : Ars Musici 232828, 2008
- Otto Kargl, Domkantorei St. Pölten, Cappella Nova de Graz et ensemble à vent – CD : ORF CD 3174, 2013
- Stephen Cleobury, Chœur du King's College et Academy of St Martin in the Fields – SACD : Kings College Cambridge KGS0035, 2020

## Sources
- Anton Bruckner, Sämtliche Werke, Kritische Gesamtausgabe – Band 13: Messe e-Moll (Fassung 1882), Musikwissenschaftlicher Verlag, Robert Haas (Éditeur), Leipzig, 1940
- Anton Bruckner: Sämtliche Werke: Band XVII: Messe e-Moll (1866-1882), Musikwissenschaftlicher Verlag der Internationalen Bruckner-Gesellschaft, Leopold Nowak (Éditeur), Vienne
  - XVII/1 : 1. Fassung 1866, 1977
  - XVII/1 : 2. Fassung 1882, 1959
- Max Auer, Anton Bruckner als Kirchenmusiker, Gustav Bosse Verlag, Ratisbonne, 1927, p. 111–136
- Uwe Harten, Anton Bruckner. Ein Handbuch. Residenz Verlag, Salzbourg, 1996.  (ISBN 3-7017-1030-9).
- Paul Hawkshaw, "Bruckner's large sacred compositions" The Cambridge Companion to Bruckner édité par John Williamson, Cambridge University Press, Cambridge, 2004
- Stephen Johnson, "Anton Bruckner, Masses Nos. 1-3" 1001 Classical Recordings You Must Hear Before You Die, Rye Matthew (éditeur), Universe, New York, 2008
- Lee T Lovallo, "Mass no. 2 in e minor" – Anton Bruckner: a Discography, Rowman & Littlefield, New York, 1991
- Nick Strimple, Choral music in the nineteenth century, Hal Leonard, New York, 2008
- Cornelis van Zwol, Anton Bruckner - Leven en Werken, Thot, Bussum (Pays-Bas), 2012.  (ISBN 90-686-8590-2)